# Lamprotornis chalcurus
Estorninho-de-cauda-bronzeada ou estorninho-de-rabo-violeta (Lamprotornis chalcurus) é uma espécie de passeriforme da família Sturnidae.
Pode ser encontrada nos seguintes países: Benin, Burkina Faso, Camarões, República Centro-Africana, Chade, República Democrática do Congo, Costa do Marfim, Gambia, Gana, Guiné, Guiné-Bissau, Quénia, Mali, Niger, Nigéria, Senegal, Sudão, Togo e Uganda.